# Verfeil (Alta Garonna)
Verfeil è un comune francese di 3 119 abitanti situato nel dipartimento dell'Alta Garonna nella regione dell'Occitania.

## Società

### Evoluzione demografica
Abitanti censiti

## Monumenti

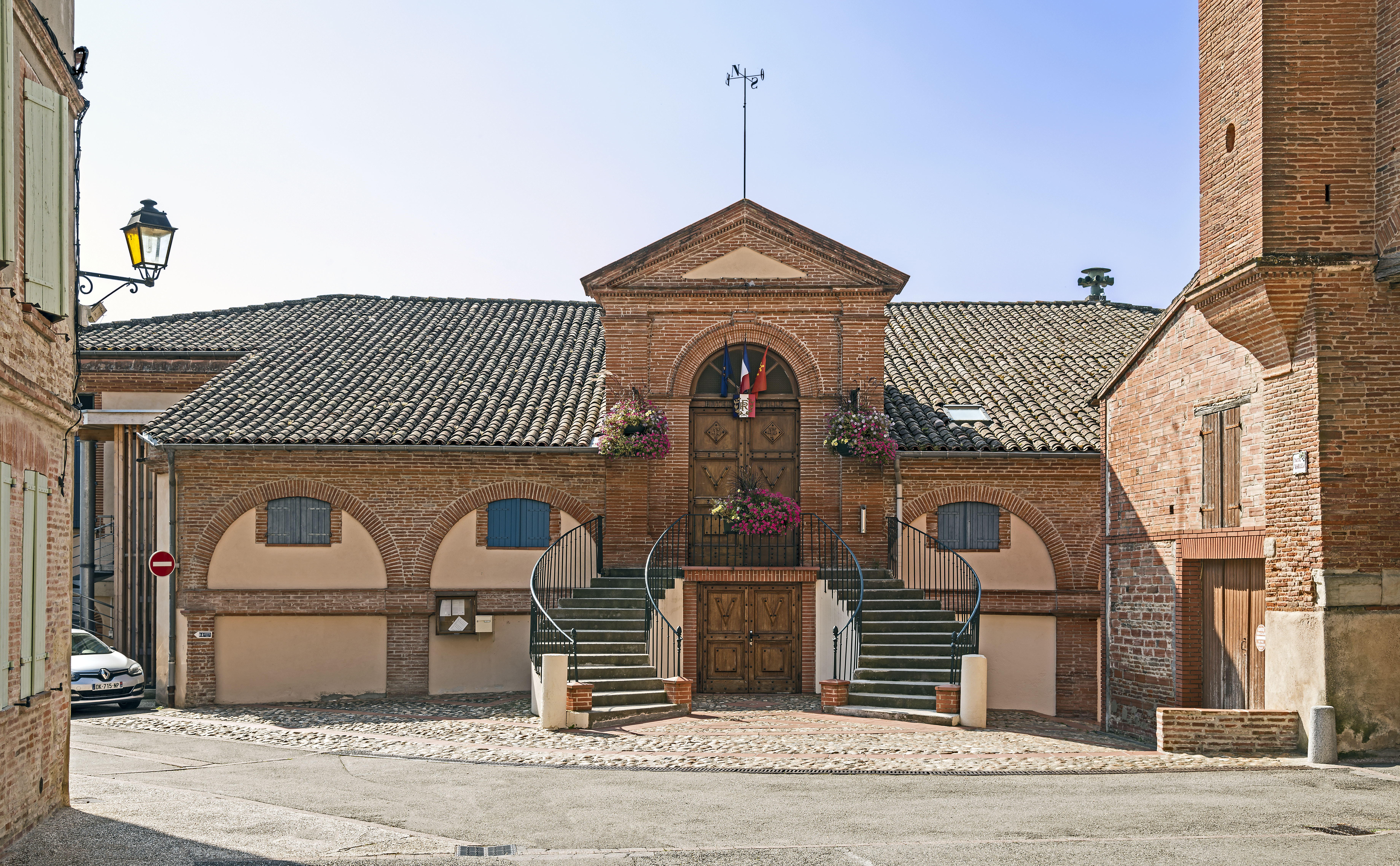
Il municipio.
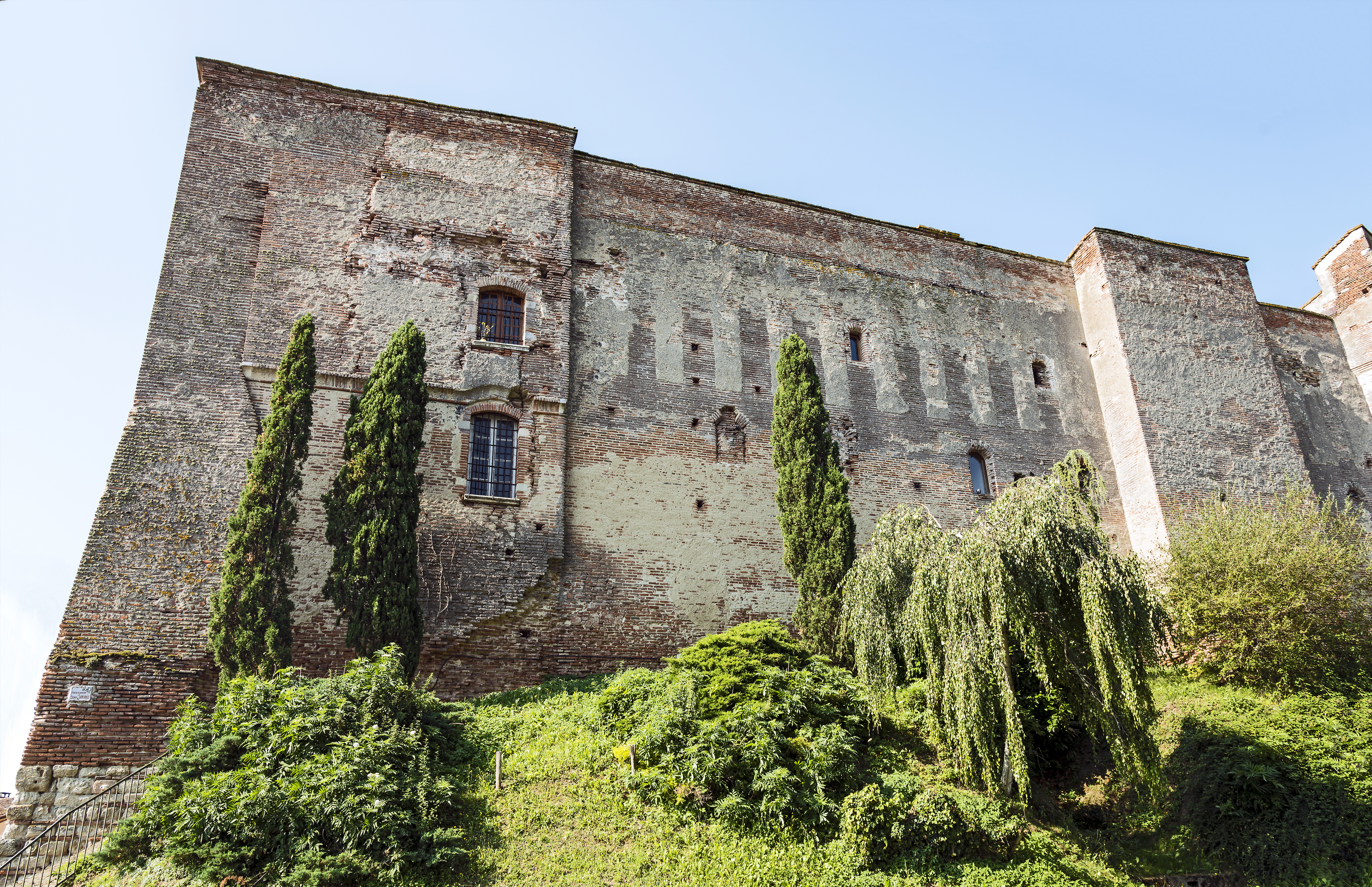
Il Castello.
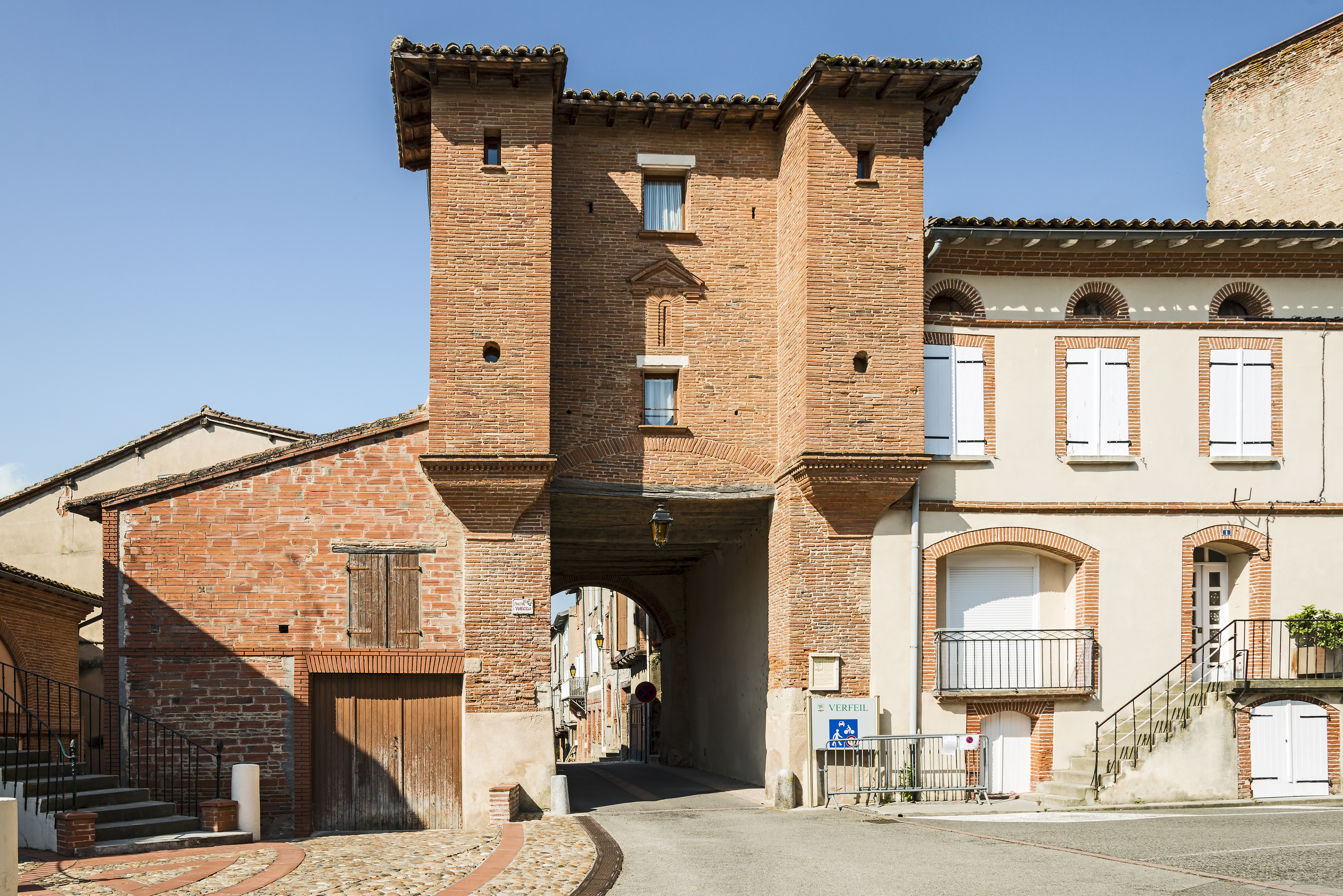
La Porta "Vaureze".
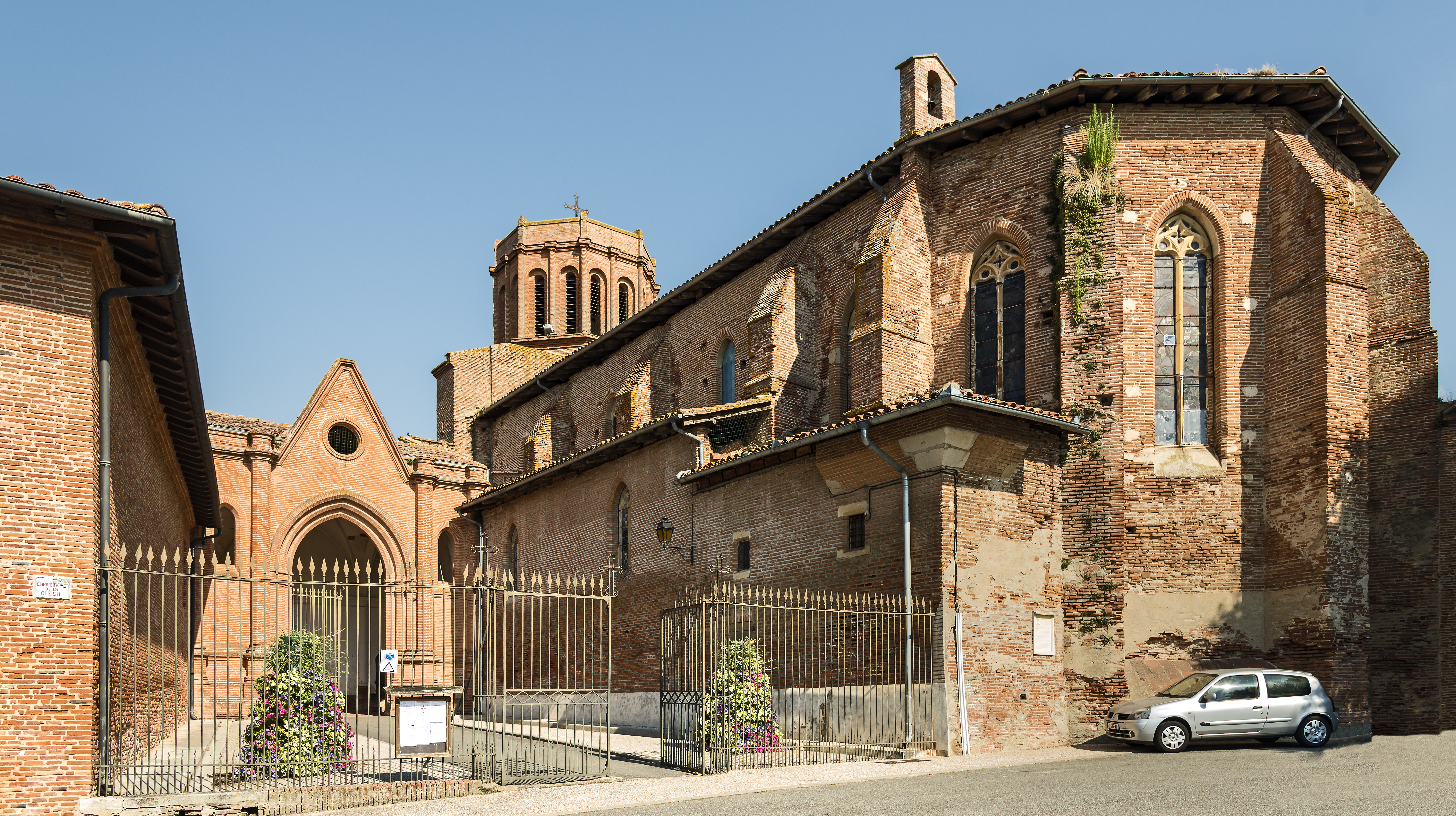
La chiesa "San Biagio".
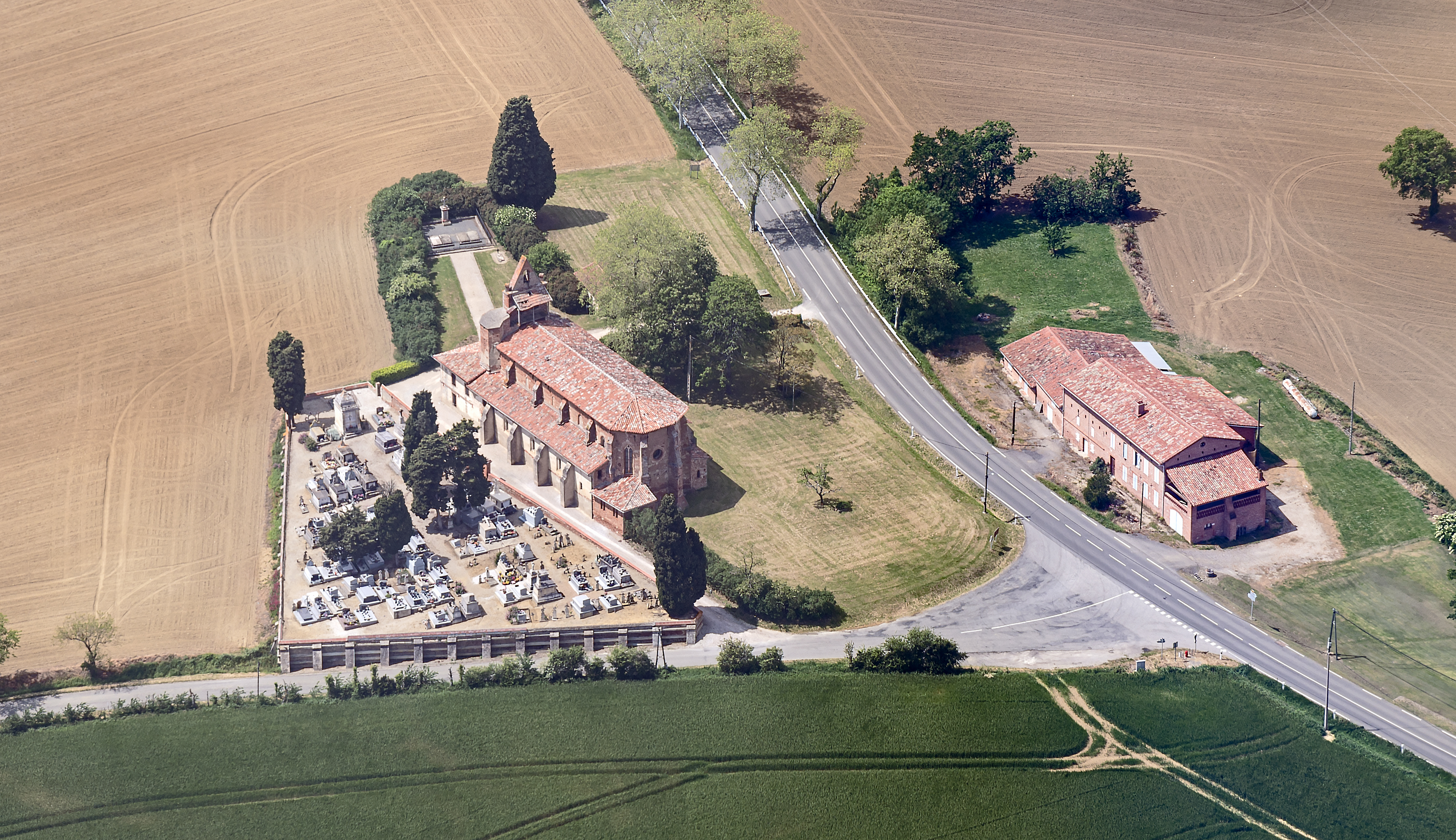
La chiesa "Saint-Sernin-des-Rais".
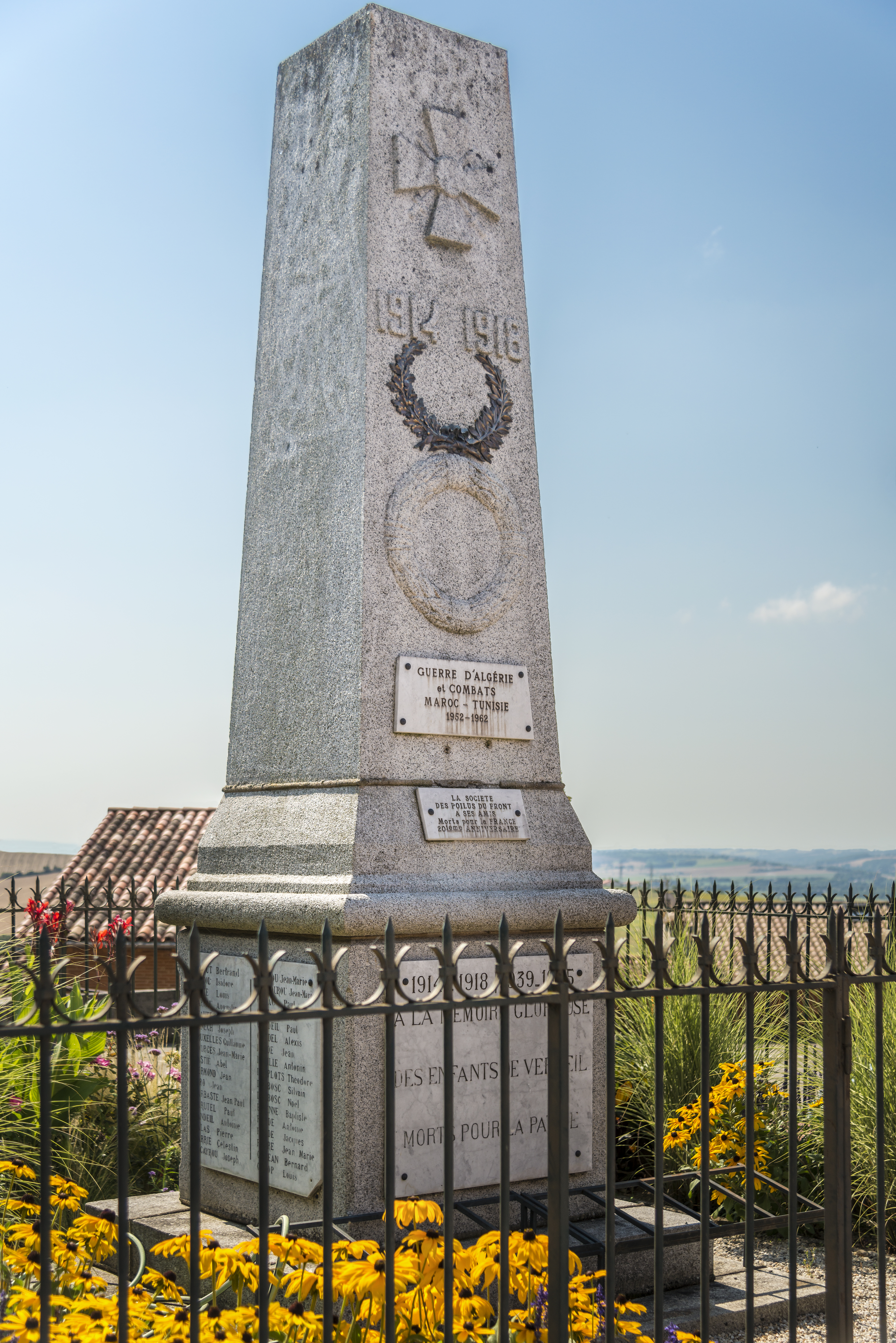
Memoriale di guerra